# Bixquert

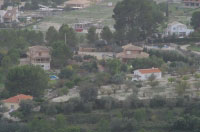
Bisquerttal mit Villenbebauung südlich des Stadtkerns von Játiva

Bixquert (auch teilweise gelistet als Bisquert) ist ein Tal und ein Ort im Stadtgebiet von Xàtiva (valencianisch, Játiva auf Spanisch) in der autonomen Valencianischen Gemeinschaft, Spanien.

## Geschichte
Es wird zum ersten Mal 1248 im Landverteilungsregister „Llibre del Repartiment de València“ von Jakob I. von Aragon erwähnt. Dieses Register beinhaltet alle Städte, Gebiete, Weiler etc. die im XIII. Jahrhundert den Mauren genommen wurden mit Angaben zu den neuen Besitzern (Ritter, Soldaten, Adelige, Geistliche…), inklusive des Datums der Schenkung. Zu dieser Zeit war Bixquert ein arabisches Dorf (alqueria), wie es viele zu dieser Zeit gab.
Am 26. Mai 1248 übereignete der König von Aragon Parzellen in Bixquert an 23 Personen darunter Girbert Novarello, Pere Godalest und Pere Satorre wie man im Llibre del Repartiment nachlesen kann: „Girberto Novarello, P. Godalest, P. Çatorre et XX sociis vestris: unicuique, III iovatas in alcheriis de Bischert, que sunt in termino Xative. VI kalendas iunii.“ Am 30. Mai des gleichen Jahres schenkte er dem Ritter Berenger d’Ager ebenfalls einige Parzellen: „Berengario de Ager: domos in Xativa et III iovatas terre in Bisquert, et unam iovatam vinearum in termino Xative. III kalendas augusti“.

## Geographie
Das Tal Bixquert wird im Süden von der Sierra Grossa, im Norden von der Sierra Castell und der von Vernissa und im Osten vom Flüsschen Albaida eingerahmt. Das Tal wird ebenfalls auf einer Karte um 1485 dargestellt.